# Claoxylon stapfianum
Claoxylon stapfianum är en törelväxtart som beskrevs av Airy Shaw. Claoxylon stapfianum ingår i släktet Claoxylon och familjen törelväxter. Inga underarter finns listade i Catalogue of Life.